# Lech Kłosiewicz

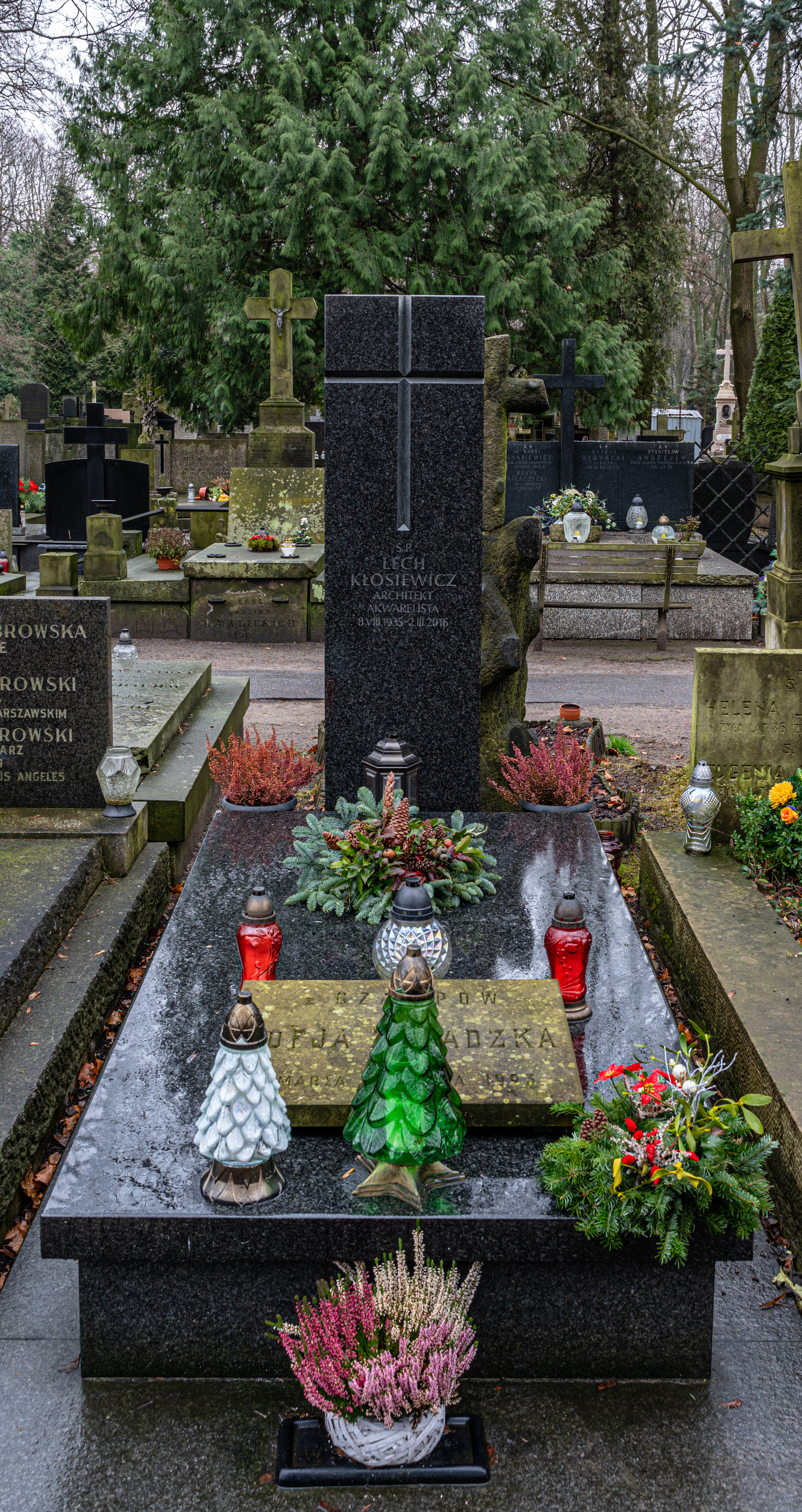
Grób Lecha Kłosiewicza na cmentarzu Powązkowskim

Lech Kazimierz Kłosiewicz (ur. 8 sierpnia 1935 w Warszawie, zm. 2 marca 2016 tamże) – polski architekt, konserwator zabytków, architekt wnętrz, profesor doktor habilitowany inżynier Politechniki Warszawskiej.

## Życiorys
W 1960 ukończył studia na Wydziale Architektury Politechniki Warszawskiej, został wówczas członkiem SARP, następnie rozpoczął studia na Wydziale Architektury Wnętrz Akademii Sztuk Pięknych, ukończył je w 1965. W 1972 uzyskał stopień doktora nauk technicznych, w 1982 habilitował się, a w 1991 został profesorem. Podczas studiów w latach 1962-1963 przebywał w Wielkiej Brytanii, gdzie pracował jako projektant w London County Council Architects Dep. Town Planning Division. Od 1968 był projektantem w Pracowni Projektowej Szkół Wyższych w Warszawie, w 1972 wyjechał do Iraku, gdzie jako asistant professor wykładał przez trzy lata na Uniwersytecie w Bagdadzie. Po powrocie wykładał teorię i historię architektury XX wieku, projektowanie oraz konserwację zabytków na Wydziale Architektury Politechniki Warszawskiej. W latach 1978–1981 był prodziekanem Wydziału Architektury Politechniki Warszawskiej, w 1981 przebywał w Stanach Zjednoczonych, gdzie jako visiting professor wykładał na Detroit Institute of Technology. Równolegle do pracy na Politechnice Warszawskiej był pracownikiem naukowo-dydaktycznym Katedry Konserwacji Zabytków Wydziału Architektury Politechniki Lubelskiej. Od 1991 do 2008 kierował Zakładem Architektury Współczesnej.
Pochowany na cmentarzu Powązkowskim w Warszawie (kwatera 59-2-15).

## Członkostwo
- członek SARP O. Warszawa (od 1960);
- Członek Mazowieckiej Okręgowej Izby Architektów RP.
- Członek ZPAP.
- Wiceprezes SARP (1988–91).
- Członek ZO SARP (1972–73).
- Sędzia konkursowy SARP (od 1982).
- Przewodniczący Komitetu Architektury i Urbanistyki PAN (1999–2003).
- Redaktor Naczelny Kwartalnika Urbanistyki i Architektury PAN (2000–2007).
- Członek Komisji ds. Budownictwa Kościelnego Episkopatu Polski.
- Przewodniczący Mazowieckiej Wojewódzkiej Rady Konserwatorskiej (1996–2006).
- Członek Miejskiej Komisji Urbanistyczno-Architektonicznej przy Prezydencie Warszawy[4].

## Projekty
Autor m.in.:
- wystrój i wyposażenie Zielona Gęś w Warszawie (1968);
- pawilon handlowo-usługowy w osiedlu Batory Wschód w Warszawie (współautorzy: Piotr Sembrat, Jacek Blum, Eugeniusz Szurgot, Henryk Strzępski, Stefan Wardzyński, Ignacy Nowicki, Zenon Stepniak, Zdzisław Radzikowski, Alina Scholtz, Jeremi Gryglicki, Zdzisław Herynowski) – budynek został Wicemisterem Warszawy (1971), Nagroda III stopnia MBiPMB (1972);
- wnętrza i meble auli i Rektoratu Uniwersytetu Mikołaja Kopernika w Toruniu (1973) (współautorzy: Marek Różański, Marek Wojciechowski) – budynek został Wicemisterem Województwa Bydgoskiego (1973), Nagroda II stopnia MBiPMB;
- wnętrza konsulatu w Lyonie (1977) – współautor Piotr Sembrat;
- wnętrza szpitala uniwersyteckiego w Latakii w Syrii (1986);
- wnętrza I linii metra w Warszawie (1996) (współautorzy: Jasna Strzałkowska-Ryszka, Andrzej Pańkowski, Jerzy Blancard;
- projekt konserwatorski archikolegiaty w Tumie (1999)[4].

## Konkursy
- projekt kościoła parafialnego w Nowych Tychach (1958) (współautorzy: Henryk Dąbrowski, Marian Węglarz, art. rzeźb. Kazimierz Zieliński – II wyróżnienie;
- projekt koncepcyjny zagospodarowania przestrzennego terenów części zachodniej Osi Saskiej w Warszawie (1961) (współautorzy: Stanisław Płoski, Marian Sulikowski, Roman Szymborski, Hubert Dąbrowski) – III nagroda;

- na architektoniczny projekt koncepcyjny centralnej stacji Metro A-13 wraz z zespołem usług ogólnomiejskich na Pl. Defilad w Warszawie (1986) – wyróżnienie;
- na opracowanie koncepcji identyfikacji przestrzennej centrów handlowych realizowanych przez European Construction Consortium (1998) – wyróżnienie równorzędne.

## Publikacje
- Warszawska szkoła architektury 1915-1965: 50-lecie Wydziału Architektury Politechniki Warszawskiej, Warszawa PWN (1967);
- Idee miasta i osiedla przyszłości w Polsce (1975);
- ARCHITEKTura w Europie Środkowej i Wschodniej od zakończenia I wojny światowej (1980)[4].

## Odznaczenia
- Złoty Krzyż Zasługi,
- Medal Komisji Edukacji Narodowej,
- Zasłużony dla Politechniki Warszawskiej,
- Srebrna Odznaka SARP (1980).